# Daniele Rugani
Daniele Rugani (Lucca, 1994. július 29. –) olasz labdarúgó, jelenleg a holland labdarúgó-bajnokság első osztályában játszó Ajax játékosa, kölcsönben a Juventustól, valamint az olasz labdarúgó-válogatott hátvédje.

## Pályafutása
Az Empolinál kezdte profi klubkarrierjét a Serie B-ben 2013-ban, ahol azonnal segített a klubnak feljutni a Serie A-ba. 2014-ben megkapta a Serie B év játékosa díjat. 2015-ben ismét az év játékosa lett, csak most a Serie A-ban, ez segített neki a Juventusba való átigazoláshoz. A Juventusnál az első évében megnyerte a Serie A-t. 
Nemzetközi színtéren az olasz U21-es labdarúgó-válogatottal részt vett a 2015-ös U21-es labdarúgó-Európa-bajnokságon. 2016-ban bemutatkozott a felnőtt válogatottban.

## Statisztika

### Klub
2020. február 27-i állapot
| Klub             | Szezon           | Bajnokság | Bajnokság | Kupa | Kupa | Nemzetközi | Nemzetközi | Egyéb | Egyéb | Összes | Összes |
| Klub             | Szezon           | M.        | G.        | M.   | G.   | M.         | G.         | M.    | G.    | M.     | G.     |
| ---------------- | ---------------- | --------- | --------- | ---- | ---- | ---------- | ---------- | ----- | ----- | ------ | ------ |
| Empoli           |                  |           |           |      |      |            |            |       |       |        |        |
| 2013–14          | 40               | 2         | 2         | 0    | –    | –          | –          | –     | 42    | 2      |        |
| 2014–15          | 38               | 3         | 1         | 0    | –    | –          | –          | –     | 39    | 3      |        |
| Összesen         | 78               | 5         | 3         | 0    | –    | –          | –          | –     | 81    | 5      |        |
| Juventus         |                  |           |           |      |      |            |            |       |       |        |        |
| 2015–16          | 17               | 0         | 3         | 0    | 1    | 0          | 0          | 0     | 21    | 0      |        |
| 2016–17          | 15               | 2         | 2         | 0    | 2    | 1          | 1          | 0     | 20    | 3      |        |
| 2017–18          | 22               | 2         | 2         | 0    | 2    | 0          | 0          | 0     | 26    | 2      |        |
| 2018–19          | 15               | 2         | 1         | 0    | 4    | 0          | 0          | 0     | 20    | 2      |        |
| 2019–20          | 3                | 0         | 2         | 0    | 2    | 0          | 0          | 0     | 7     | 0      |        |
| Összesen         | 72               | 6         | 10        | 0    | 11   | 1          | 1          | 0     | 94    | 7      |        |
| Karrier összesen | Karrier összesen | 150       | 11        | 13   | 0    | 11         | 1          | 1     | 0     | 175    | 12     |

### Válogatott
2018. június 4-én lett frissítve
| Olaszország | Olaszország     | Olaszország |
| Év          | Pályára lépések | Gólok       |
| ----------- | --------------- | ----------- |
| 2016        | 2               | 0           |
| 2017        | 2               | 0           |
| 2018        | 3               | 0           |
| Összes      | 7               | 0           |

## Sikerei, díjai
Juventus 
- Serie A-győztes: 2015-16, 2016-17, 2017-18, 2018-19
- Olasz Kupa-győztes: 2015-16, 2016-17, 2017-18
- Szuperkupa-győztes: 2015, 2018